# Andrzej Dąbrowski (filozof)
Andrzej Dąbrowski (ur. 5 marca 1972 roku w Suwałkach) – filozof, doktor habilitowany nauk humanistycznych w zakresie filozofii, pracownik Instytutu Filozofii i Socjologii w Uniwersytecie Pedagogicznym im. Komisji Edukacji Narodowej w Krakowie.

## Życiorys
Jest absolwentem Wyższej Szkoły Filozoficzno-Pedagogicznej „Ignatianum” w Krakowie (magisterium z filozofii) oraz Papieskiego Wydziału Teologicznego „Bobolanum” w Warszawie (magisterium z teologii). W 2010 roku na podstawie dysertacji zatytułowanej Intencjonalność a semantyka uzyskał na Wydziale Filozoficznym Uniwersytetu Jagiellońskiego stopień doktora nauk humanistycznych w zakresie filozofii. Habilitował się w 2020 roku na Wydziale Filozoficzno-Historycznym Uniwersytetu Łódzkiego na podstawie rozprawy pt. Źródła, natura i funkcje emocji. Studium teorii impulsji Leona Petrażyckiego w kontekście współczesnych badań.

## Wybrane publikacje
- Intencjonalność i semantyka, Universitas, Kraków 2013.
- Źródła, natura i funkcje emocji. Studium teorii impulsji Leona Petrażyckiego, WUW, Warszawa 2019.
- Metodologiczne i teoretyczne problemy kognitywistyki, Copernicus Center Press, Kraków 2014 (współredaktor).
- Podejmowanie decyzji – pojęcia, teorie, kontrowersje, Copernicus Center Press, Kraków 2015 (współredaktor).